# Freundschaftssoziologie
Freundschaftssoziologie ist eine Teildisziplin der Soziologie. Sie befasst sich mit Inhalten, Formen und Funktionen der Freundschaft. Im Gegensatz zur Philosophie, die sich schon in der Antike (Platon, Aristoteles) mit dem Phänomen der Freundschaft befasste, wurde sie erst spät zu einem Gegenstand der Soziologie. Einschlägige Beiträge darüber lieferten Georg Simmel, Siegfried Kracauer und Friedrich Tenbruck. Erst 2016 erschien ein einführendes Werk unter dem Titel Freundschaft heute. Eine Einführung in die Freundschaftssoziologie. Die sechs Autoren – Janosch Schobin, Vincenz Leuschner, Sabine Flick, Erika Alleweldt, Eric Anton Heuser, Agnes Brandt – erörtern darin Basiswissen und Problemfelder der Freundschaft.

## Die Vorläufer
Der Philosoph und Soziologe Georg Simmel begreift Freundschaft als eine „Form sozialer Wechselwirkung“. Er unterscheidet die moderne Form der Freundschaft vom klassischen und romantischen Freundschaftsideal durch die im gesellschaftlichen Prozess mit wachsender Differenzierung und Individualisierung entstehenden „differenzierten Freundschaften“, die Freunde nicht mehr mit der ganzen Breite der Persönlichkeit, sondern nur noch in bestimmten Daseinsbereichen verbinden.
Für den Soziologen Siegfried Kracauer bedeutet Freundschaft „den Zusammenklang der Persönlichkeiten“. Sie ist nicht, wie die Liebesbeziehung, auf die dauernde Anwesenheit der anderen Person angewiesen, sondern kann auch über Distanzen existieren und in Briefen ihren Ausdruck finden.
Der Kultursoziologe Friedrich Tenbruck begreift Freundschaft als „eine Form persönlicher Beziehungen, die auf freier Partnerwahl beruht und den einzelnen zu stabilisieren vermag.“ Insbesondere wenn das Individuum in Prozessen sozialen Wandels aus traditionellen Daseinsformen freigesetzt und verunsichert wird, greift die Stabilisierungsfunktion der Freundschaft, sie fungiert dann als „Ergänzung einer inkompletten Sozialstruktur“. Tenbruck sieht in der griechischen Antike und der deutschen Romantik zwei exemplarische Freundschaftsepochen mit jeweils starken gesellschaftlichen Wandlungsprozessen.

## Freundschaft heute
In einer Sammelrezension hat Walther Müller-Jentsch die wichtigsten Erkenntnisse der neuen Teildisziplin in acht Punkten zusammengefasst:
1. Freundschaft ist eine gesellschaftliche Universalie, wenngleich kulturell und – innerhalb einer Kultur – historisch variabel.
2. Freundschaft ist – in den westlichen Ländern –  eine dyadische soziale Beziehung zwischen Menschen ähnlichen Alters, ähnlicher Bildung und gleichen Geschlechts, die nicht miteinander verwandt sind und auch keine Liebesbeziehung zueinander haben.
3. Freundschaft ist ein soziales (Klein-)System, das neben der Liebe durch das Kommunikationsmedium der Intimität, verstanden als „zwischenmenschliche Interpenetration“ (Niklas Luhmann), codiert ist.
4. Freundschaft beruht auf dem Tausch symbolischer Lebenspfänder (intime Geheimnisse), die Freunde verletzbar machen.
5. Wichtige Merkmale der Freundschaft sind: Freiwilligkeit, Intimität, Reziprozität, Gleichheit/Gleichrangigkeit (Homogenität), Dauerhaftigkeit, gelebte Praxis.
6. Zu den Funktionen von Freundschaften gehört die Fürsorge im weitesten Sinne, das heißt  Unterstützungsleistungen emotionaler (Vertrauen, Beistand, sozialer Rückhalt, Selbstbewusstsein), kognitiver (Stimulation und Information), und materieller (geldliche und praktische Hilfe) Art.
7. Freundschaften kommen zustande durch räumliche und soziale Nähe in Gelegenheitsstrukturen (Fokus), die wiederholte Kommunikationen und Interaktionen ermöglichen (Feld).
8. Eine Verallgemeinerung der in empirischen Untersuchungen festgestellten Unterschiede zwischen Männer- und Frauenfreundschaften  ist problematisch. Gender-Effekte werden auf unterschiedliche Gesellschaftspositionen zurückgeführt.
Nach 2018 veröffentlichten Ergebnissen von Umfrage von YouGov und des Sinus-Instituts haben zwei Drittel der Menschen in Deutschland einen „besten Freund“ oder eine „beste Freundin“. Im Durchschnitt geben sie 3,7 enge Freunde, 11 Personen im erweiterten Freundeskreis und 42,5 Personen im Bekanntenkreis an.